# Вілл Гомперц
Вільям Едвард Гомперц (народився 25 серпня 1965 року) — художній редактор BBC, який з 1 червня 2021 року працює на посаді художнього керівника Барбіка-Центру.
Вілл народився в Тентердені, графство Кент та є сином лікаря загальної практики Г'ю Гомперца OBE і троюрідним братом Саймона Гомперца, особистого фінансового кореспондента BBC News. Гомперц відвідував підготовчу школу Далвіч у Кренбруку, графство Кент, навчався в Бедфордській школі. При цьому він не проходив жодного A-levels (підсумкового шкільного іспиту).
Гомпертц раніше був директором Tate Media і з'явився на шоу в Edinburgh Fringe у 2009 році під назвою «Подвійна історія мистецтва». Гомпертц багато писав для газет Ґардіан і Таймс. Він є автором книг «Що це взагалі таке? 150 років сучасного мистецтва в одній пілюлі» і «Думай як художник».
У 1993 році Гомпертц одружився з Кейт Андерсон (дочкою сера Еріка Андерсона), і вони мають трьох синів і одну дочку.